# Shunsuke Nakamura
Shunsuke Nakamura (中村 俊輔, なかむら しゅんすけ) (Yokohama, 24. lipnja 1978.) bivši je japanski nogometaš. Jedan je od najuspješnijih azijskih igrača koji je igrao u Europi, te je prvi Japanac koji je postigao gol u Ligi prvaka.
S japanskom nogometnom reprezentacijom osvojio je Azijsko nogometno prvenstvo 2000. i 2004., kada je proglašen i za najboljeg igrača turnira. Profesionalnu karijeru započeo je u Yokohama Marinosima, da bi 2002. prešao u Regginu. Za Celtic potpisuje 25. srpnja 2005., te je odmah u prvoj sezoni s novim klubom osvojio prvenstvo. Ostao je u tom klubu i sljedeće tri sezone, osvojivši dva naslova prvaka. Posebno se pamte njegovi spektakularni golovi u dvije utakmice protiv Manchester Uniteda u Ligi prvaka te u Old Firm derbiju protiv Rangersa, 16. travnja 2008. 22. lipnja 2009, Nakamura je potpisao za španjolskog prvoligaša Espanyol. Nije skupio pono nastupa, većinom ulazeći s klupe. Nakamura se sljedeće godine odlučio vratiti u Japan, te je 26. veljače potpisao za svoj prvotni profesionalni klub, Yokohamu F. Marinos. Odmah je postao važan igrač, te je svojim pucačkim sposobnostima pomogao klubu da ostane u konkurenciji za naslov. 
Nakamura obično igra na poziciji desnog veznog ili prednjeg veznog (iako je ljevak), te je poznat po izvrsnom pregledu igre, točnim dugim loptama te odličnom izvođenju slobodnih udaraca, iz kojih često postiže pogotke. 
Nogometaš godine u Japanu 2013. godine.

## Statistika
| Japan  | Japan | Japan |
| Godina | Nas.  | Gol.  |
| ------ | ----- | ----- |
| 2000.  | 16    | 3     |
| 2001.  | 1     | 0     |
| 2002.  | 6     | 2     |
| 2003.  | 8     | 4     |
| 2004.  | 15    | 3     |
| 2005.  | 11    | 2     |
| 2006.  | 6     | 2     |
| 2007.  | 10    | 4     |
| 2008.  | 9     | 2     |
| 2009.  | 11    | 2     |
| 2010.  | 5     | 0     |
| Ukupno | 98    | 24    |

## Trofeji

### Osobni
- J. League, Najbolja momčad prvenstva: 1999., 2000.
- Najbolji igrač J. League: 2000.
- FIFA Konfederacijski kup, Brončana kopačka: 2003.
- Azijsko nogometno prvenstvo, Najbolja momčad prvenstva: 2000., 2004.
- Najbolji igrač Azijskog kupa: 2004.
- SPFA Igrač godine po izboru igrača: 2007.
- SFWA Igrač godine: 2007.
- Škotska Premier liga, gol sezone: 2007.
- Škotska Premier liga, Najbolja momčad prvenstva: 2007.
- Škotska Premier liga, Igrač mjeseca: 2007. (veljača)
- Celticov igrač godine: 2007.
- Celticov igrač godine po izboru navijača: 2007.

### Klupski
- J. League: 2000.
- J. League kup: 2001.
- Azijsko nogometno prvenstvo: 2000., 2004.
- Škotska Premier liga: 2006., 2007., 2008.
- Škotski Liga kup: 2006.
- Škotski kup: 2007.

## Osobni život i zanimljivosti
Nakamura je oženjen od 2004. i ima dva sina. Pojavio se kao naslovno lice nekoliko nogometnih igara, uglavnom iz Konamijeve Winning Eleven serije. Sudjelovao je u nekoliko zabavnih natjecateljskih emisija, gdje je izvodio slobodne udarce, uspjevši pogoditi prozor autobusa u pokretu, te u drugoj emisiji, skinuvši sitnu figuricu mladenaca s vjenčane torte.

## Vanjske poveznice
- Službena stranica
- National Football Teams
- Japan National Football Team Database